# Beading
Beading (vyslovujeme bíding) je druh mužského intimního piercingu. Má podobu implantátů, které jsou umístěné pod kůži penisu. Jeho název je odvozen od anglického slova bead, tedy korálek či kulička. Umístění piercingu nemá vliv na erekci, ale jeho přítomnost ocení sexuální partner při souloži, kdy dochází ke zvýšení dráždění pochvy či análního otvoru. Podoba beadingu navíc vylučuje nebezpečí jeho zachycení za šaty nebo za piercingy sexuální partnerky či partnera. Lze jej také považovat za jeden ze způsobů zvětšení penisu.

## Pojmenování
Šperk je někdy označován také „perly jakuzy“, neboť významní členové této japonské zločinecké organizace si nechávali pod kůži penisu všívat skutečné perly. Piercing je také spojen s vězeňskými rituály, kdy si odsouzení trestanci nechávali tento šperk aplikovat, a sice jednu kuličku za jeden rok strávený za mřížemi.

## Aplikace
Pod kůži penisu se umisťují kuličky ze silikonu, avšak je možné použít i prvky vyrobené z teflonu. Naopak prvky z chirurgické oceli nebo titanu se nedoporučují. Během umisťování kuliček je třeba dávat pozor na místa, kudy vedou žíly, a těmto lokalitám se vyhnout. Vzniklý tvar záleží na invenci jeho autora. Kuličky je možné umisťovat například po obvodu penisu nebo v řadě za sebou. Aplikace piercingu se řadí mezi méně bolestné zákroky. Kůže v místě, kde k němu došlo, se rychle zhojí. Nositel piercingu ovšem musí po jeho zavedení Beadingu vynechat několik týdnů sexuální styk.